# Чемпіонат світу з хокею з м'ячем
Чемпіонат світу з хокею з м'ячем — регулярний міжнародний турнір, що проводиться Федерацією міжнародного бенді серед чоловічих національних збірних.

## Історія змагань
Перший чемпіонат світу з хокею з м'ячем відбувся в 1957 році у Фінляндії. При організації чемпіонатів світу передбачалося їх проведення раз на чотири роки, але, починаючи з другого чемпіонату світу 1961 р. (Норвегія), його проводили раз на два роки, а від чемпіонату світу 2003 р. в Росії турнір став щорічним. Чемпіонат світу з хокею з м'ячем 2013 — проведено в 2013 р. у Швеції та один матч у Норвегії.
У першому чемпіонаті світу брали участь лише три збірних — СРСР, Швеції і Фінляндії. Починаючи з II чемпіонату (Норвегія, 1961 р.) до них приєдналася збірна Норвегії, з XIV чемпіонату (Норвегія, 1985 р.) — збірна США, з XVII чемпіонату (Фінляндія, 1991 р.) — збірні Канади, Нідерландів і Угорщини, з XIX чемпіонату (США, 1995 р.) — збірна Казахстану, з XXII чемпіонату (Фінляндія, 2001 р.) — збірна Білорусі, з XXIII чемпіонату (Росія, 2003 р.) — збірна Естонії, з XXVI чемпіонату (Швеція, 2006 р.) — збірна Монголії, з XXVII чемпіонату (Росія, 2007 р.) — збірна Латвії, з XXXII чемпіонату (Казахстан, 2012 г.) — збірні Японії та Киргизстану, з XXXIII чемпіонату (Швеція, 2013 р.) — збірна України, з XXXIV чемпіонату (Росія, 2014 р.) — збірні Німеччини та Сомалі.
Враховуючи незначну кількість країн, в яких проводяться регулярні ігри з хокею з м'ячем, в чемпіонатах світу бере участь практично будь-яка національна збірна, яка подала заявку на участь у турнірі. У ході турніру команди розбиваються на дві групи, до групи А входять найсильніші збірні (на чемпіонаті світу 2010 — збірні Росії, Швеції, Фінляндії, Казахстану, Норвегії і США), до групи В — інші команди (на останньому чемпіонаті світу — збірні Канади, Угорщини, Нідерландів, Монголії та Латвії). У фінальну частину турніру виходять тільки збірні з групи А. Найкраща команда групи В у матчі з аутсайдером групи А визначають команду, яка гратиме в групі А на наступному турнірі. У чемпіонаті світу 2012 року та 2013 взяли участь 14 збірних, у чемпіонаті світу 2009 року взяли участь 13 збірних, на чемпіонатах світу 2010 року і 2011 року брали участь по 11 збірних. На чемпіонаті світу 2019 року взяли участь 20 збірних (рекорд).
Найтитулованішою збірної в історії чемпіонатів світу є збірна СРСР, яка завойовувала почесний трофей 14 разів. Чемпіонами світу також ставали збірна Швеції — 13 разів, Росії — 12 разів і один раз збірна Фінляндії. Крім трьох цих збірних призерами світових першостей ставали також збірні Норвегії (один комплект срібних і два — бронзових нагород) і Казахстану (шість разів здобував третє місце).

## Збірна України на чемпіонатах світу
Збірна України дебютувала на чемпіонаті 2013 року. Вона провела в групі В 5 зустрічей, у яких зазнала 5 поразок і зайняла останнє 8-е місце.
На чемпіонаті 2014 року збірна Україна також виступала в групі В. Провела 7 зустрічей, у яких отримала 3 перемоги та 4 поразки і зайняла передостаннє 8-е місце.

## Розподіл призових місць на чемпіонатах світу з хокею з м'ячем
| Рік  | 1 місце   | 2 місце   | 3 місце   | Місце проведення            |
| ---- | --------- | --------- | --------- | --------------------------- |
| 1957 | СРСР      | Фінляндія | Швеція    | Фінляндія                   |
| 1961 | СРСР      | Швеція    | Фінляндія | Норвегія                    |
| 1963 | СРСР      | Фінляндія | Швеція    | Швеція                      |
| 1965 | СРСР      | Норвегія  | Швеція    | СРСР                        |
| 1967 | СРСР      | Фінляндія | Швеція    | Фінляндія                   |
| 1969 | СРСР      | Швеція    | Фінляндія | Швеція                      |
| 1971 | СРСР      | Швеція    | Фінляндія | Швеція                      |
| 1973 | СРСР      | Швеція    | Фінляндія | СРСР                        |
| 1975 | СРСР      | Швеція    | Фінляндія | Фінляндія                   |
| 1977 | СРСР      | Швеція    | Фінляндія | Норвегія                    |
| 1979 | СРСР      | Швеція    | Фінляндія | Швеція                      |
| 1981 | Швеція    | СРСР      | Фінляндія | СРСР                        |
| 1983 | Швеція    | СРСР      | Фінляндія | Фінляндія                   |
| 1985 | СРСР      | Швеція    | Фінляндія | Норвегія                    |
| 1987 | Швеція    | Фінляндія | СРСР      | Швеція                      |
| 1989 | СРСР      | Фінляндія | Швеція    | СРСР                        |
| 1991 | СРСР      | Швеція    | Фінляндія | Фінляндія                   |
| 1993 | Швеція    | Росія     | Норвегія  | Норвегія                    |
| 1995 | Швеція    | Росія     | Фінляндія | США                         |
| 1997 | Швеція    | Росія     | Фінляндія | Швеція                      |
| 1999 | Росія     | Фінляндія | Швеція    | Росія                       |
| 2001 | Росія     | Швеція    | Фінляндія | Фінляндія                   |
| 2003 | Швеція    | Росія     | Казахстан | Росія                       |
| 2004 | Фінляндія | Швеція    | Росія     | Швеція                      |
| 2005 | Швеція    | Росія     | Казахстан | Росія                       |
| 2006 | Росія     | Швеція    | Фінляндія | Швеція                      |
| 2007 | Росія     | Швеція    | Фінляндія | Росія                       |
| 2008 | Росія     | Швеція    | Фінляндія | Росія                       |
| 2009 | Швеція    | Росія     | Фінляндія | Швеція                      |
| 2010 | Швеція    | Росія     | Фінляндія | Росія                       |
| 2011 | Росія     | Фінляндія | Швеція    | Росія                       |
| 2012 | Швеція    | Росія     | Казахстан | Казахстан                   |
| 2013 | Росія     | Швеція    | Казахстан | Швеція та Норвегія (1 матч) |
| 2014 | Росія     | Швеція    | Казахстан | Росія                       |
| 2015 | Росія     | Швеція    | Казахстан | Росія                       |
| 2016 | Росія     | Фінляндія | Швеція    | Росія                       |
| 2017 | Швеція    | Росія     | Фінляндія | Швеція                      |
| 2018 | Росія     | Швеція    | Фінляндія | КНР та Росія                |
| 2019 | Росія     | Швеція    | Фінляндія | Швеція                      |
| 2023 | Швеція    | Фінляндія | Норвегія  | Швеція                      |

## Загальна кількість медалей
За всю історію чемпіонатів світу тільки 3 країни (з урахуванням правонаступництва) ставали володарями золотих медалей. Ще двом збірним вдавалося завоювати медалі меншої вартості - це збірна Норвегії: срібло в 1965 році і бронза в 1993 році та Казахстан - бронзові медалі в 2003, 2005, 2012, 2013, 2014 та 2015 роках. Найбільшу кількість чемпіонських титулів завоювала збірна СРСР (14 титулів). Найбільшу кількість медалей вдалося завоювати шведським - 38.
| № | Країна    | Золото | Срібло | Бронза | Всього |
| 1 | СРСР      | 14     | 2      | 1      | 17     |
| 2 | Швеція    | 13     | 19     | 8      | 40     |
| 3 | Росія     | 12     | 9      | 1      | 22     |
| 4 | Фінляндія | 1      | 9      | 22     | 32     |
| 5 | Норвегія  | 0      | 1      | 2      | 3      |
| 6 | Казахстан | 0      | 0      | 6      | 6      |

## Інші змагання
Чемпіонат світу з хокею з м'ячем серед жінок проводиться з 2004 року. Чемпіонат світу з хокею з м'ячем серед молодіжних команд проводиться з 1990 року, серед юнаків до 17 років — з 1979 року, серед юнаків до 15 років — з 2006 року.